# Büchnerjeva nagrada
Büchnerjeva nagrada (nemško Georg-Büchner-Preis) je najpomembnejša književna nagrada za nemški jezik. Imenuje se po Georgu Büchnerju. Nemška akademija za jezik in književnost (nemško Deutsche Akademie für Sprache und Dichtung) jo podeljuje vsakoletno avtorjem, ki pišejo v nemščini so s svojim delom bistveno prispevali k oblikovanju trenutnega nemškega kulturnega življenja.

## Zgodovina
Nagrado so prvič podelili leta 1923 v Büchnerjev spomin.